# Roman Köster (Sportjournalist)
Roman Köster (* 21. Mai 1938; † 27. August 2023) war ein deutscher Sportjournalist.

## Werdegang
Köster erlernte den Beruf des Kohle- und Ölkaufmanns. Er arbeitete ab 1963 in Essen als Berichterstatter für die Zeitung Bild. Bei der Zeitschrift Hörzu war er zwischen 1971 und 1984 als Chefreporter beschäftigt. In den 1980er Jahren war er Sportchef des Axel-Springer-Fernsehens. Er kommentierte unter anderem Tennisspiele für den Sender Sat. 1 im Rahmen von Übertragungen von Grand-Slam-Turnieren. Er hatte in dieser Zeit ebenfalls eine Kolumne beim Hamburger Abendblatt. Köster übte die Sportart beim Harvestehuder Tennis- und Hockey-Club selbst aus. Ebenfalls für Sat. 1 kommentierte Köster in den 1980er Jahren Fußballspiele und war bei der Nachrichtensendung Sat. 1 Blick für die Sportberichterstattung verantwortlich. 1987 wurde er Leiter der Öffentlichkeitsarbeit beim Heinrich-Bauer-Verlag und übte diese Tätigkeit bis Jahresende 1998 aus. Die Schaffung des Medienpreises Goldene Feder ging auf einen Anstoß Kösters zurück.
Er schrieb die 2003 veröffentlichte Uwe-Seeler-Biografie Danke, Fußball! Mein Leben. Bis Ende Mai 2011 war Köster bei der MKV Medienkontor Verlagsgesellschaft Geschäftsführer und Gesellschafter. Gemeinsam mit Dieter Matz und Alexander Laux gehörte er zu den Verfassern des Buches Danke, Uwe: das Jubiläumsalbum (erschienen 2016) über Uwe Seeler.